# 王坟遗址 (肥东县)
王坟遗址，是位于中华人民共和国安徽省合肥市肥东县白龙镇费集社区的一个新石器时代至商周时期古遗址，2012年3月19日，肥东县人民政府将王坟遗址公布为第五批肥东县文物保护单位。
王坟遗址面积约27000平方米，比周围高1.5米，采集到的文物有商周时期的以鬲足和缸口沿为主要器形的夹砂红陶片，以及汉代时期的泥质灰陶片和宋代砖瓦等。